# Frances Bean Cobain
Frances Bean Cobain (født 18. august 1992) er datter af Courtney Love og Kurt Cobain. Frances har haft en dramatisk opvækst, først med faderens selvmord i 1994, og derefter med moderens voldsomme stofmisbrug. Courtney Love har været i retten flere gange, fordi myndighederne har tvivlet på hendes evner som mor.